# Lutgarda
Lutgarda  è un nome proprio di persona italiano femminile.

## Varianti
- Femminili: Liutgarda
- Maschili: Lutgardo[2], Liutgardo

### Varianti in altre lingue
- Francese: Lutgarde, Luitgarde
- Germanico: Liudgardis[3], Liudgarda[3], Liudgard[3], Lutgardis[3][4], Leutgard[4]
- Olandese: Luitgard[1], Liutgart[3], Leutgardis[3], Ludgard[3], Lutgard[3], Lutgarde[1], Leogardis[3]
- Polacco: Lutgarda
- Portoghese: Lutgarda
- Spagnolo: Lutgarda
- Tedesco: Luitgard[1][4][5], Lutgard[4], Lutgarde[1]

## Origine e diffusione

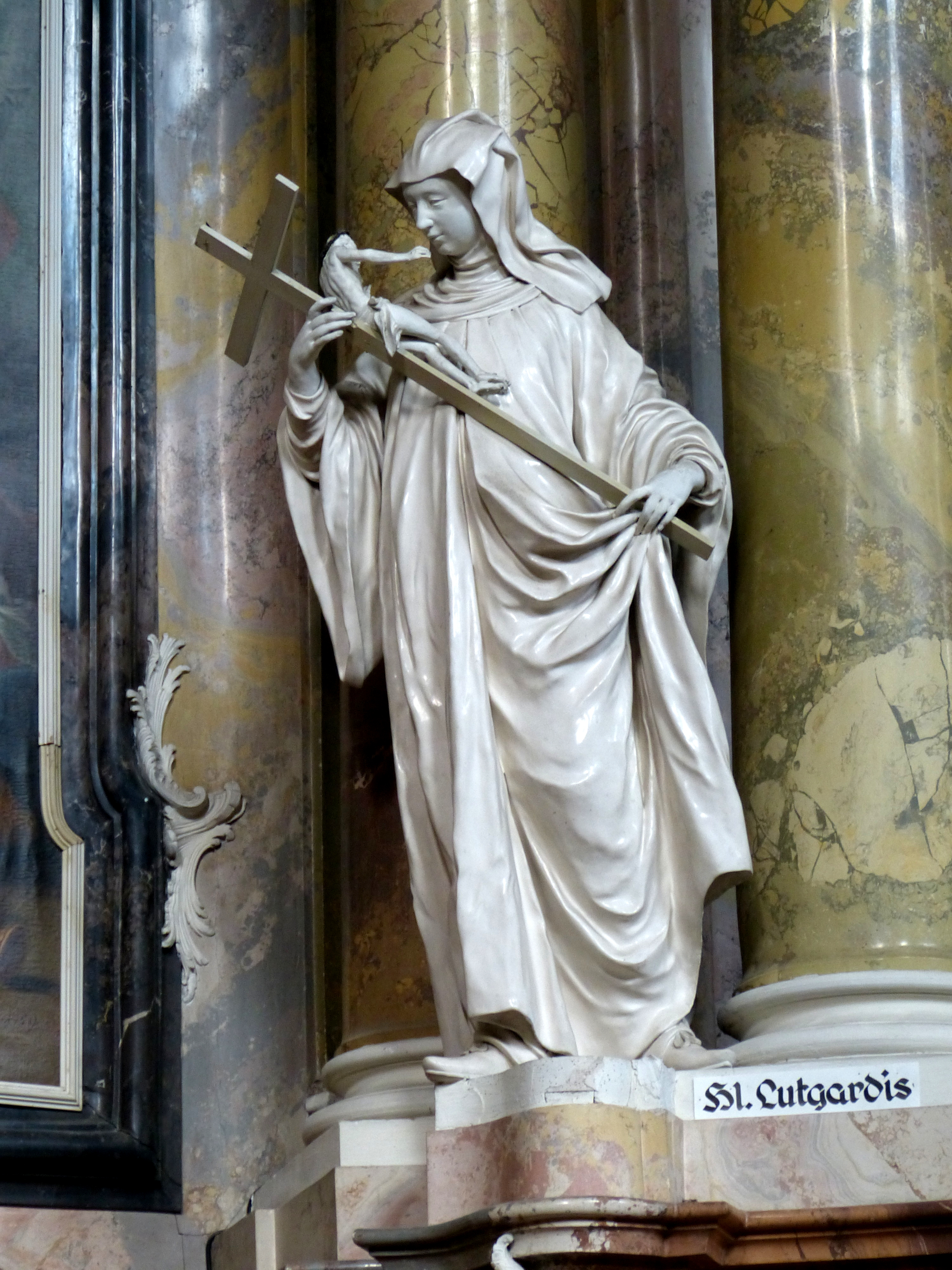
Statua di santa Lutgarda nella chiesa dell'abbazia di Engelszell

Nome usato molto raramente in Italia, è attestato per la maggior parte nel Sud e specie in Puglia e deve la sua diffusione probabilmente al culto di santa Lutgarda.
Etimologicamente, deriva dal nome germanico Liudgardis, composto da liud (o leud, leudi, "popolo") e gard ("protezione", "difesa", o anche "cortile", "spazio chiuso"); il suo significato complessivo può pertanto essere interpretato come "difesa del popolo".

## Onomastico
L'onomastico si può festeggiare il 16 giugno in memoria di santa Lutgarda, monaca benedettina, patrona delle Fiandre; con questo nome si ricorda anche una beata Lutgarda, badessa clarissa a Wittichen (Baden-Württemberg).

## Persone
- Lutgarda di Tongres, monaca e santa fiamminga

### Variante Liutgarda
- Liutgarda, quinta moglie di Carlo Magno
- Liutgarda, duchessa di Lotaringia
- Liutgarda di Lussemburgo, contessa d'Olanda
- Liutgarda di Sassonia, regina dei Franchi Orientali
- Liutgarda di Tolosa, contessa di Barcellona, Osona e Urgell
- Liutgarda di Vermandois, duchessa di Normandia e contessa di Blois

### Variante tedesca Luitgard
- Luitgard Im, attrice tedesca